# Stichvogel

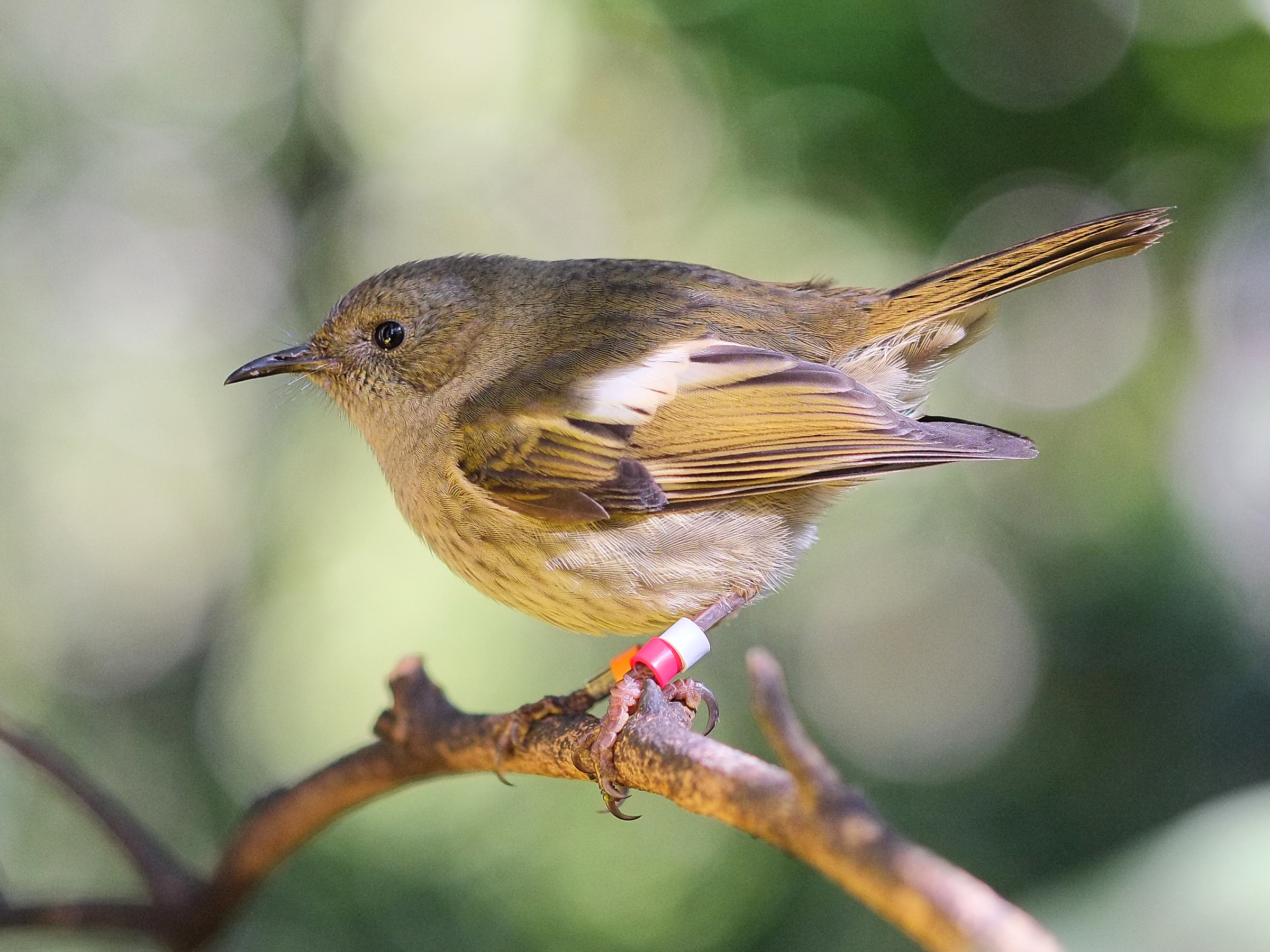
Weiblicher Stichvogel Notiomystis cincta

Der Stichvogel (Notiomystis cincta), früher als Gelbbandhonigfresser oder in Maori als Hihi bezeichnet, ist eine seltene Vogelart, die endemisch auf der Nordinsel Neuseelands und einigen angrenzenden Inseln vor der Küste Neuseelands vorkommt. Die Art wurde überall außer auf Te Hauturu-o-Toi / Little Barrier Island ausgerottet, aber in jüngerer Zeit auf drei Inseln und an zwei Stellen auf dem Festland wieder eingeführt.
Ursprünglich wurde der Stichvogel zur Familie der Honigfresser (Meliphagidae) gezählt.
Genetische Analysen ergaben jedoch eine nähere Verwandtschaft zu den Lappenvögeln (Callaeidae), so dass er 2007 in die eigenständige Familie Notiomystidae gestellt wurde.

## Erscheinungsbild
Der Stichvogel ist ein kleiner Vogel. Männliche Vögel haben eine samtig dunkle Kappe und kurze weiße Ohrbüschel. Ein gelbes Band über der Brust trennt den schwarzen Kopf vom Rest des Körpers, der grau ist. Weibchen und Jungvögel sind matter gefärbt als die Männchen, ohne den schwarzen Kopf und das gelbe Brustband. Der Schnabel ist ziemlich dünn und etwas gekrümmt und die Zunge ist lang mit einem Pinsel am Ende für das Sammeln von Nektar.
Der Stichvogel ist sehr aktiv und ruft häufig.

## Lebensraum
Der Stichvogel nistet in Höhlen hoch oben in Bäumen.

## Nahrung
Ihre Hauptnahrung ist Nektar, aber die Ernährung des Stichvogels umfasst mehr als 20 Arten von einheimischen Blumen und 30 Arten von Obst.
Der Stichvogel ergänzt seine Nahrung mit kleinen Insekten.

## Bestandsentwicklung und Gefährdung
Der Stichvogel war noch zu Beginn der europäischen Besiedlung Neuseelands relativ häufig, doch begann sein Bestand danach rasch abzunehmen. Die letzte Sichtung auf dem Festland erfolgte um 1880. Die genaue Ursache für den Rückgang ist unbekannt, doch wird angenommen, dass eingeführte Arten, vor allem Ratten, und eingeschleppte Krankheiten dafür verantwortlich waren.
Nur eine kleine Population auf Te Hauturu-o-Toi / Little Barrier Island überlebte.
In den 1980er Jahren begann der Neuseeland Wildlife Service (jetzt Department of Conservation), einige Individuen von dort zu anderen Inselgebieten umzusiedeln, um zusätzliche Populationen aufzubauen. Diese Inseln sind Teil des neuseeländischen Netzes von Offshore-Reservaten, in denen eingeführte Arten ausgerottet wurden, um seltene einheimische Arten wie den Kakapo und die Takahē zu schützen.

## Wiedereinführung auf dem Festland
Im Jahr 2005 wurden 60 Stichvögel im Zelandia-Naturschutzgebiet in der Nähe von Wellington freigelassen und im Oktober desselben Jahres schlüpften dort drei Küken. Dies war das erste Mal seit mehr als 120 Jahren, dass ein Stichvogelküken auf dem neuseeländischen Festland schlüpfte.
Im Herbst 2007 wurden 59 Altvögel der Tiritiri-Matangi-Population im Cascade-Kauri-Park in den Waitakere Ranges in der Nähe von Auckland freigelassen und bis zum Ende des Jahres wurden dort die ersten Küken flügge.

## Unterarten
Es sind zwei Unterarten bekannt:

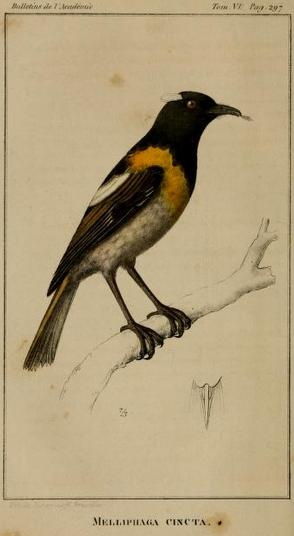
Tafel Notiomystis cincta cincta von Guillaume Philidor van den Burggraaff (1790–??) als Teil der Erstbeschreibung

- Notiomystis cincta cincta (Du Bus de Gisignies, 1839)[3] – Diese Unterart (Nominatform) ist ausgestorben. Sie kam auf der Nordinsel Neuseelands vor.[4]
- Notiomystis cincta hautura Mathews, 1935[5]

## Etymologie und Forschungsgeschichte
Bernard Amé Léonard Du Bus de Gisignies beschrieb den Hihi unter dem Namen Meliphaga cincta. Erst später wurde er von Charles Wallace Richmond in die neue Gattung Notiomystis eingeordnet. Dieser Name stammt vom griechischen »notios, notos νοτιος, νοτος« für »südlich, Süden« und »mystis, myeō μυστις, μυεω« für »mystisch, mystische Methoden initiieren« ab. Das Artepitheton »cincta« leitet sich vom lateinischen »cinctus, cingere« für »umgeben, gestreift, umwunden, einkreisen« ab. Schließlich bedeutet »hautura« in der maorische Sprache Te Hauturu-o-Toi / Little Barrier Island.